# Demografía de Zambia
La población de Zambia comprende más de 70 grupos étnicos que hablan Bantu. Algunos de estos grupos son pequeños, y sólo 2 de ellos están compuestos por la suficiente cantidad de personas como para constituir al menos el 10% de la población. La mayoría de los habitantes practican una economía de susbistencia, cultivando su propio alimento. Sin embargo, el país está bastante urbanizado, ya que el 42% de la población reside en ciudades. La religión predominante es una mezcla de creencias tradicionales y cristianismo

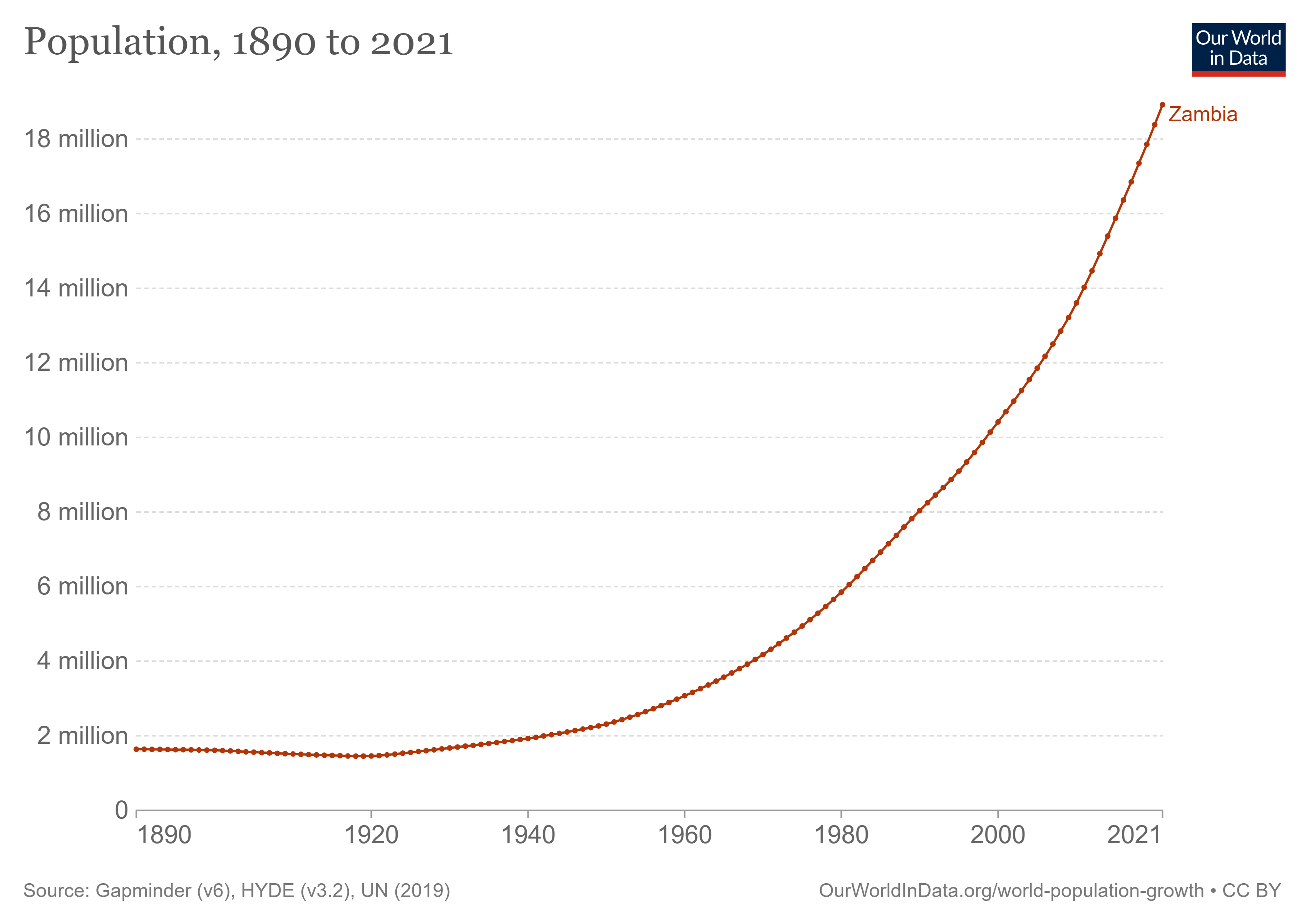
Demografía de Zambia, Información de FAO, año 2005; Número de habitantes en miles.

La alta tasa de fertilidad de Zambia continúa impulsando un rápido crecimiento demográfico, con un promedio de casi el 3% anual entre 2000 y 2010. La tasa total de fertilidad del país ha disminuido en menos de 3.5 hijos por mujer durante los últimos 30 años y aún se encuentra entre las más altas del mundo, en gran medida debido a la falta de acceso a servicios de planificación familiar, educación para las niñas y empleo para las mujeres. 
Existe grupos de sudafricanos que viven en Lusaka y en la provincia de Copperbelt, en el norte de Zambia, en donde son empleados de las minas o trabajan en actividades relacionadas. Zambia también posee una pequeña pero influyente minoría asiática traída de la India concentrada en la capital que se ha reducido en 2019 a 12.300 miembros debido a emigración.
habitantes:
17 351 822 (censo 2020)
11.261.795 (julio de 2005 est.)
10.307.333 (julio de 2003 est.)
9.582.418 (julio de 2000 est.)
nota: Las estimaciones para este país toman en cuenta de forma explícita los efectos de la mortalidad producida por el HIV/AIDS. Esto puede resultar en una menor expectativa de vida, tasas de mortalidad y mortalidad infantil más altas, menos población y tasas de crecimiento poblacional más bajas y cambios en la distribución de la población por edad y sexo distintas a las que podrían esperarse.
Evolución histórica:
(estas cifras son estimaciones).
- 1911(censo): 0,8 millones.
- 1921(censo): 1 millón.
- 1931(censo): 1,4 millones.
- 1941(censo): 1,4 millones.
- 1969(censo): 4,1 millones.
- 1974(censo): 4,7 millones.
- 1980(censo): 5,7 millones.
- 1995: 9,1 millones.

Posible evolución futura:
- 2025  : 21387000
- 2040  : 33551000
- 2055  : 50269000
- 2070  : 71389000
- 2090  : 105505000
- 2100  : 124301000

Estructura de edades:
0-14 años: 46,5% (hombres 2.626.911/mujeres 2.609.857)
15-64 años: 51,1% (hombres 2.848.402/mujeres 2.904.376)
65 años y más: 2,4% (hombres 118.043/mujeres 154.206) (2005 est.)
0-14 años: 46,3% (hombres 2.396.313; mujeres 2.378.567)
15-64 años: 50,9% (hombres 2.626.961; mujeres 2.621.818)
65 años y más: 2,8% (hombres 131.196; mujeres 152.478) (2003 est.)
0-14 años:48% (hombres 2.290.559; mujeres 2.270.945)
15-64 años:50% (hombres 2.369.317; mujeres 2.413.070)
65 años y más:2% (hombres 105.443; mujeres 133.084) (2000 est.)
Edad promedio:
total: 16,46 años
hombres: 16,26 años
mujeres: 16,67 años (2005 est.)
total: 16,5 años
hombres: 16,4 años
mujeres: 16,6 años (2002)
Tasa de crecimiento poblacional:
2,12% (2005 est.)
1,52% (2003 est.)
1,95% (2000 est.)
Tasa de natalidad:
41,38 nacimientos/1.000 habitantes (2005 est.)
39,53 nacimientos/1.000 habitantes (2003 est.)
41,9 nacimientos/1.000 habitantes (2000 est.)
Tasa de mortalidad:
20,23 muertes/1.000 habitantes (2005 est.)
24,30 muertes/1.000 habitantes (2003 est.)
22,08 muertes/1,000 habitantes (2000 est.)
Tasa neta de migración:
0 migrantes/1.000 habitantes (2005 est.)
-0,33 migrantes/1.000 habitantes (2000 est.)
Distribución por sexo:
al nacer: 1,03 hombres/mujeres
menos de 15 años: 1,01 hombres/mujeres
15-64 años: 0,98 hombres/mujeres
65 años y más: 0,76 hombres/mujeres
total de habitantes: 0,99 hombres/mujeres (2005 est.)
al nacer: 1,03 hombres/mujeres
menos de 15 años: 1,01 hombres/mujeres
15-64 años: 1 hombres/mujeres
65 años y más: 0,86 hombres/mujeres
total de habitantes: 1 hombres/mujeres (2003 est.)
al nacer:1,03 hombres/mujeres
menos de 15 años:1.01 hombres/mujeres
15-64 años:0,98 hombres/mujeres
65 años y más:0,79 hombres/mujeres
total habitantes:0.99 hombres/mujeres (2000 est.)
Tasa de mortalidad infantil:
total: 88,29 muertes/1.000 nacimientos vivos
hombres: 95,63 muertes/1.000 nacimientos vivos
mujeres: 80,72 muertes/1.000 nacimientos vivos (2005 est.)
total: 99,29 muertes/1.000 nacimientos vivos
mujeres: 91,77 muertes/1.000 nacimientos vivos
hombres: 106,58 muertes/1.000 nacimientos vivos (2003 est.)
total 92,38 muertes/1.000 nacimientos vivos (2000 est.)
Expectativa de vida al nacer:
total: 39,7 años
hombres: 39,43 años
mujeres: 39,98 años (2005 est.)
total: 35,25 años
hombres: 35,25 años
mujeres: 35,25 años (2003 est.)
total:37,24 años
hombres:37,08 años
mujeres:37,41 años (2000 est.)
Total fertility rate:
5,47 niños nacidos/mujer (2005 est.)
5,25 niños nacidos/mujer (2003 est.)
5,62 niños nacidos/mujer (2000 est.)
HIV/AIDS - Tasa de prevalencia en adultos:
16,5% (2003 est.)
21,5% (2001 est.)
HIV/AIDS - personas viviendo con HIV/AIDS:
920.000 (2003 est.)
1,2 millones (2001 est.)
HIV/AIDS - muertes:
89.000 (2003 est.)
120.000 (2001 est.)
Grupos étnicos:
Africanos 98,6%, Europeos 1,1%, otros 0,3%
Religiones:
Cristianos 75%, creencias tradicionales 23%, pequeños grupos hinduistas y musulmanes
Idiomas:
inglés (oficial), idiomas vernáculos más importantes: Bemba, Kaonde, Lozi, Lunda, Luvale, Nyanja, Tonga, y alrededor de otros 70 idiomas aborígenes.
'Alfabetismo:
definición: personas de 15 años o más que pueden leer y escribir en inglés.
'total de habitantes: 80,6%
hombres: 86,8%
mujeres: 74,8% (2003 est.)
total de habitantes: 78,2%
hombres: 85,6%
mujeres: 71,3% (1995 est.)
- Wikimedia Commons alberga una categoría multimedia sobre Demografía de Zambia.